# Hulta kraftverk
Hulta kraftverk är ett vattenkraftverk i Slottsån. Verket byggdes 1916 till 1917. Tidigare hade det funnits en kvarn på platsen. Borås kommun äger kraftverket genom Borås Energi och Miljö och har ägt kraftverket sedan det byggdes. Det har en fallhöjden på 13 meter. Ägarna har tillåtelse till nolltappning.